# Elon Lindenstrauss
Elon Lindenstrauss (hebrejsky אילון לינדנשטראוס, narozen 1. srpna 1970) je izraelský matematik. Zabývá se především erdogickou teorií, dynamickými systémy a jejich aplikacemi v teorii čísel. Od roku 2004 je profesorem na Princeton University a od roku 2009 profesorem Einsteinova matematického institutu na Hebrejské univerzitě v Jeruzalémě. V roce 2010 mu byla udělena Fieldsova medaile a stal se tak prvním Izraelcem oceněným touto prestižní matematickou cenou.

## Biografie
Narodil se v Jeruzalémě do rodiny emeritního profesora Jorama Lindenstrausse, který rovněž učil na Einsteinově institutu a byl nositelem Izraelské ceny. Zúčastnil se armádního programu Talpijot pro nadané studenty Izraelského vojenského letectva a je majorem v záloze a vítězem Israel Defense Prize. Studoval na Hebrejské univerzitě v Jeruzalémě, kde postupně získal bakalářský titul z matematiky a fyziky (1991) a magisterský titul z matematiky (1995). Na stejné univerzitě pokračoval i v doktorandském studiu, které dokončil v roce 1999 obhájením dizertační práce na téma Entropy properties of dynamical systems pod vedením profesora Benjamina Weisse. Posléze pracoval na Institutu pokročilých studií na Princeton University a na Stanford University a v roce 2004 se stal profesorem na první zmíněné. Od roku 2008 učí na Hebrejské univerzitě, kde je od roku 2009 profesorem.
Je ženatý, má tři děti a žije v Jeruzalémě. Jeho strýcem je izraelský státní kontrolor Micha Lindenstrauss.

## Ocenění
- V roce 1988 reprezentoval Izrael na Mezinárodní matematické olympiádě, kde vyhrál bronzovou medaili.
- Během své služby v izraelské armádě mu byla udělena Israel Defense Prize.
- V roce 2003 obdržel společně s Kannanem Soundararajanem Salemovu cenu.
- V roce 2004 byl vyznamenán cenou Evropské matematické společnosti.
- V roce 2008 obdržel Micha'el Bruno Memorial Award.
- V roce 2009 mu byla udělena Erdosova cena.
- V roce 2009 získal Fermatovu cenu.
- V roce 2010 se stal prvním Izraelcem, kterému byla udělena Fieldsova medaile.[3]